# Salcia, Șoldănești
Salcia este satul de reședință al comunei cu același nume din raionul Șoldănești, Republica Moldova.

## Date generale
Data oficială, conform ediției „Localitățile Moldovei”, a întemeierii satului Salcia este 23 februarie 1448. În perioada modernă localitatea s-a aflat la periferia unităților administrative : Soroca, Florești, Cotiujeni, Rezina, Camenca. În componența raionului Șoldănești a întrat în anul 1980 și se află la distanță de 22 km de centrul raional. În anul 1999 satul Salcia și cătunul Lelina au făcut parte din primăria Cușnirca. Din 2003 în sat din nou a fost constituită primăria locală. Populația este 1036 locuitori cu un număr de 392 gospodării. Suprafață teritoriului satului Salcia este de 186, 7 ha, a cătunului Lelina de 1,2 ha.
Pe teritoriul satului funcționează biserica construită în anul 1861 cu hramul „Nașterea Maicii Domnului”, care se sărbătorește pe data de 21 septembrie. Biserica este construită de Protosigherelul Mănăstirii Vatoped din muntele Atos din Grecia pe timpul domniei țarului Alexandru II. Biserica dispune de altar, iconostas, cafastru, strană, policandru, icoane ale sfinților, cărți bisericești. Clopotnița are 5 clopote de diferite mărimi. De la data construcției, activitatea bisericii nu a fost întreruptă.
Pe teritoriul satului sunt amplasate două monumente în cinstea eroilor primului și al doilea război mondial. Monumentul eroilor 1914-1918 este executat în formă de cruce și a fost ridicat în anul 1930 și reconstruit în anii 1986-1987. Placa comemorativă include numele a 4 săteni căzuți în al primul război mondial.
Monumentul ridicat în cinstea eroilor căzuți în al doilea război mondial a fost ridicat în anul 1970 și reprezintă o sculptură a doi ostași, un bărbat și o femeie, ce țin în mână o coroană din frunze. Pe placa comemorativă sunt încrustate numele a 16 săteni căzuți în lupte.

## Resurse Umane
La 01.01.2008 populația stabila a satului Salcia constituia 1036 locuitori dintre care 501 
bărbați sau 48,4% și 535 femei sau 51,6% de locuitori. Densitatea populației este de 139 locuitori/km2 , sau 13.9 persoane/1 ha, ceea ce este mai mare decât media pe țară (118,9 locuitori/km2). 
Populația din localitate este în continuă descreștere cu aproximativ 1% pe an și la începutul anului 2008 era cu 5% mai puțin decât în anul 2003.
Populația din localitate este în continuă descreștere cu aproximativ 1% pe an și la începutul anului 2008 era cu 5% mai puțin decât în anul 2003.
Din punct de vedere al structurii populației pe grupe mari de vârstă, ponderea cea mai mare este deținută de către populația cu vârstă cuprinsă între 16-61 ani (55,8 %). Populația cu vârstă cuprinsă între 0-15 ani are o pondere de numai 25,0% și este mai mare decât a persoanelor în vârstă mai mare de 62 de ani, care constituie 19,0%din numărul total al populației.
În structura populației se evidențiază o permanentă creștere a numărului femeilor în vârstă aptă de muncă, în acelaș timp scade numărul bărbaților în vârstă aptă de muncă, ce constituie un semnal îngrijorător pentru dezvoltarea sferei productive.
Dinamica numărului populației este caracterizată prin sporul natural și soldul mișcării mecanice. În perioada 2003-2008, sporul natural a avut o tendință de micșorare, fapt datorat numărului în creștere a deceselor cu toate că numărul de nașteri a fost de asemenea în creștere. Numărul căsătoriilor a fost în creștere în anul 2007, după care a revenit la nivelul anilor precedenți de 3 căsătorii pe an. 
La începutul anului 2008, numărul populației ocupate în economie constituia 320 persoane sau circa 55% din numărul total al populației în vârstă aptă de muncă. Totodată numărul șomerilor înregistrați este de 19 persoane ce constituie 3,2% numărul total al populației în vârstă aptă de muncă. De aici rezultă că aproximativ 40% din populația în vârstă aptă de muncă nu sunt implicate în activități economice stabile, prestând servicii ocazionale, sezoniere. Aceste persoane sunt potențiali migrați cu scop de angajare pe termen scurt.
Cea mai mare parte a persoanelor ocupate în economie activează în domeniul agriculturii - 227 persoane, în învățământ și educație preșcolară sunt angajate 59 persoane, sănătate – 4 persoane, administrație publică și asigurarea ordinii publice – 5 persoane, în sectorul nonguvernamental – 1 persoană.
Numărul șomerilor înregistrați constituie 19 persoane. Cea mai mare parte a persoanelor neangajate pleacă la muncă peste hotare.
Datorită scăderii activității economice din sat în ultimii ani a crescut numărul persoanelor, care se află la lucru în alte localități. Este de asemenea în creștere numărul persoanelor aflate la munci peste hotarele țării. 
Din populația activă din punct de vedere economic 15 persoane își au locul de muncă în alte localități ale țării, având un regim de deplasare tur retur zilnic, de asemenea peste hotare sunt plecate 23 de persoane, inclusiv neoficial, dar aceste date nu reflectă situația reală deoarece nu există instrumente statistice de verificare a migrației. 
Numărul șomerilor în comună, la sfârșitul anului 2008 era de 19 persoane dintre care 11 bărbați și 8 femei. Datele cu redau pe deplin situația în domeniul ocupării forței de muncă deoarece nu este posibil de fixat de statisticile oficiale deplasările persoanelor apte de muncă.

## Securitatea umană
Conform Declarației Universale a Drepturilor Omului (1948) art.3 „Orice om are dreptul la viață, la libertate, și la securitate personală”, art. 22 „Orice persoană, în calitatea sa de membru al societății, are dreptul la securitatea socială; ea este îndreptată ca prin efortul național și colaborare internațională, ținându-se seama de organizarea și resursele fiecărei țări, să obțină realizarea drepturilor economice, sociale și culturale indispensabile pentru demnitatea sa și libera dezvoltare a personalității sale”.
Problema securității umane are două aspecte: în primul rând ea implică lipsa unor pericole precum foametea, îmbolnăvirile, represaliile; în al doilea rând, implică protejarea individului contra unor evenimente nedorite ale vieții cotidiene ( îmbolnăvirile, accidente la locul de muncă, în societate).
Prin securitatea umană se subînțelege un fenomen cu multe componente: securitatea economică, securitatea alimentară, securitatea ocrotirii sănătății, securitatea ecologică, securitatea personală, securitatea publică, securitatea politică. 
Securitatea este abordată ca un concept multidimensional, legat nu doar de arme și de utilizarea lor, ci și de tot ceea ce privește siguranța ființei umane: societate, economie, mediu, alimentație ș. a. Foametea, epidemiile, poluarea, traficul de droguri, terorismul, tensiunile etnice, dezintegrarea socială nu mai sunt evenimente izolate, limitate în cadrul frontierelor naționale. Consecințele lor se pot extinde în plan regional și chiar global. Securitatea umană se asigură mai ușor prin măsuri de prevenire decât prin intervenții ulterioare.
Traficul de ființe umane este recunoscut ca o componentă a crimei organizate transfrontaliere și se manifestă cu precădere în zonele în care lipsește o legislație corespunzătoare, dar și un sistem de cooperare între diferite organisme guvernamentale și ONG-uri, a căror activitate comună își propune ca obiect prevenirea traficului de ființe umane.
Traficul de ființe umane este o formă modernă de sclavie și reprezintă o amenințare pentru libertatea, integritatea fizică și psihică, demnitatea și uneori chiar pentru viața celor care îi cad victime.
Majoritatea victimelor traficului de ființe umane aparțin unor familii în care sunt prezente următoarele manifestări: unul dintre părinți, sau chiar ambii, sunt șomeri, se confruntă cu dificultăți materiale, sau persoanele traficate au o situație familială grea, fiind abandonate de soți și având copii în întreținere. O mare parte a victimelor traficului de ființe umane provin din mediul rural, unde posibilitățile de obținere a veniturilor sunt limitate. Iar din moment ce comunitatea nu oferă prea multe perspective (locuri de muncă, locuințe), oamenii merg să câștige bani pentru a-și putea asigura un trai decent. Variația ratei sărăciei determină, într-o oarecare măsură, migrația ilegală și traficul de persoane. Persoanele sărace sunt cele mai vulnerabile pentru trafic de ființe umane.
Persoanele din medii sărace care speră la o viață mai bună, adeseori, reprezintă grupul cel mai vulnerabil și sunt cei mai expuși riscului traficului. Acestora li se promit oportunități de lucru, studii și căsătorie peste hotare și mulți acceptă aceste oferte fără a le verifica autenticitatea.
Din cauza legilor restrictive de imigrare, doritorii de a pleca apelează la terțe persoane care promit ajutor în obținerea vizelor și a locurilor de muncă peste hotare. Adeseori se întâmplă ca persoanele să fie înșelate de traficanți care le transportă în locuri necunoscute, unde sunt deposedate de actele de identitate și impuse apoi la munci fizice sau să se prostitueze ori sunt exploatate sexual.
Primăria Salcia nu dispune de date ce ar confirma prezența cazurilor de trafic de ființe umane, stabilite ca atare. Totodată unii localnicii au suferit de pe urma cazurilor de înșelăciune în timpul angajării la muncă peste hotare (Rusia).
Legea Republicii Moldova cu privire la combaterea violenței în familie, nr.45 din 01.03.2007, oferă următoarea definiție a violenței în familie: orice acțiune sau inacțiune intenționată, cu excepția acțiunilor de autoapărare sau de apărare a unor alte persoane, manifestată fizic sau verbal, prin abuz fizic, sexual, psihologic, spiritual sau economic ori prin cauzare de prejudiciu material sau moral, comisă de un membru de familie contra unor alți membri de familie, inclusiv contra copiilor, precum și contra proprietății comune sau personale.
Conform statisticilor postului de poliție în localitate în anul 2008 au fost stabilite 3 persoane scandalagii familiali, care a necesitat intervenția polițistului de sector. De asemenea în anul 2008 a avut loc un abuz, documentat, față de femei.
Având în vedere deficiențele în identificarea cazurilor de violență în familie, ce țin de lipsă de experiență a asistentului social, multe cazuri rămân în afara statisticilor oficiale.

## Categorii sociale
Serviciile sociale prezente în teritoriu au drept scop promovarea politicii de stat în domeniul asistenței sociale a persoanelor, în special al familiilor social-vulnerabile, persoanelor cu dizabilități, persoanelor vârstnice, etc. activitatea prioritară este ameliorarea gradului de sărăcie, ocrotirea, îngrijirea, recuperarea și integrarea socială a persoanelor în situații de risc. Rolul administrației locale este de a asigura acordarea asistenței sociale prin dezvoltarea sau înființarea de servicii proprii, instituții de asistență socială, servicii pilot sau prin concesionarea de servicii sociale unor furnizori de servicii sociale specializați, acreditați în condițiile legii (unități de asistență medico-socială, asociații sau fundații, culte religioase, persoane fizice) în baza standardelor obligatorii de calitate, cu proceduri și planuri intervenție și asistență, cu monitorizarea, evaluarea costurilor și eficienței serviciilor sociale acordate, în conformitate cu actele normative în vigoare. În localitate activează un asistent social care prestează următoarele servicii:
•	Consultații cu referință la prestarea serviciilor de asistență socială ;
•	Distribuirea ajutoarelor materiale și umanitare ;
•	Consultații la perfectarea documentelor pentru compensații anuale pentru transport,
•	Perfectarea documentelor pentru cazare la azil ;
•	Eliberarea biletelor de reabilitare medicală ;
•	Acordarea asistenței sociale familiilor cu copii în situații de risc.
Numărul persoanelor social vulnerabile în satul Salcia este în creștere și în anul 2008 constitia 242 persoane ce reprezintă 23.3% din numărul total al populației. În localitate la începutul anului 2008 erau 9 bătrâni singuratici, 5 familii monoparentale, 2 mame singuratice, 57 persoane cu dizabilități Munca în vederea prevenirii și combaterii marginalizării și excluziunii sociale, precum și cea de implementare a măsurilor de asistență socială în domeniul protecției copilului, familiei, persoanelor singure, persoanelor vârstnice, persoanelor cu handicap, sau a oricăror persoane aflate în nevoie, presupune o pregătire profesională corespunzătoare a specialiștilor, precum și diseminarea experienței, bunelor practici și a instrumentelor de lucru în domeniu. Numărul persoanelor cu dizabilități a fost în anul 2008 de 57 de persoane ce este cu 30 % mai mare comparativ cu anul 2003.Numărul total de persoane cu dizabilități include: invalizi de gradul I -8 persoane, numărul invalizilor de grupa II este de 31 persoane, numărul invalizilor de gradul III este de 7 persoane. Conform datelor de care dispune Primăria Salcia cazurile de invaliditate sunt diagnosticate cu ceroză hepatică, cancer de diferite forme, stare post infarct, ischemie, diabet zaharat și altele. Numărul copiilor invalizi este de 11 persoane, comparativ cu 8 persoane în anul 2006, ce reprezintă o creștere de 27%. Diagnoza pentru copii: retard psiho-mintal-1, miopie strabizm-1, scolioză lombară-1, picior plat congenital-1, carcenom a gland.tiroidă-1, retard verbal și mintal-1, stare după AVC-1, defect septal-ventral-1, stare după osteomielită-1.

## Tendințe de dezvoltare
Numărul populației satului Salcia este în continuă descreștere pe motivul menținerii unei rate constante a mortalității și migrației populației în vârstă aptă de muncă. Totodată tinerii care pleacă la studii, după absolvirea instituțiilor de învățământ nu au posibilitate să se întoarcă în localitate pe motivul lipsei de locuri de muncă.
În ultimii trei ani este în creștere numărul persoanelor social vulnerabile printre care se numără și pensionarii, deoarece mărimea pensiei nu acoperă coșul minim de consum. Totodată este în creștere numărul invalizilor în rândul persoanelor în vârstă aptă de muncă, deoarece regimul de muncă nu este echilibrat, produsele alimentarea și apa potabilă nu corespund cerințelor de calitate, sunt frecvente cazuri de accidente de muncă atât în localitate cât și în cazul angajării la muncă peste hotarele țării.
Aproximativ 40% din populația în vârstă aptă de muncă nu sunt implicate în activități economice stabile, prestând servicii ocazionale, sezoniere. Aceste persoane sunt potențiali emigranți cu scop de angajare pe termen scurt. Totodată perspective de angajare în localitate sau localitățile aflate la distanță de 20–30 km sunt minime și în aceste condiții probabilitatea de migrare pe termen scurt este înaltă, fiind expuși riscurilor acestui fenomen.

### Fondul locativ
Suprafața totală a fondului locativ la 01.01.2008 a fost de -16696 m2. Numărul total de case(locuințe) 391. Numărul total de gospodării (curți) -368 . Locuința este un criteriu important în determinarea nivelului de trai al populației. Asigurarea cu suprafața locuibilă ce revine unei persoane reprezintă indiciul de bază al confortului vieții populației, pentru satul Salcia este de 16,1 m2 / locuitor. Amplasarea fondului locativ individual, în majoritatea cazurilor s-a efectuat fără proiecte. Această situație creează condiții de disconfort pentru viața unui segment de populație, care nu dispune de comunicații de transport, infrastructura inginerească. 
Casele individuale în proporție de 70% au o vechime de peste 30 ani. Pentru construcție, în majoritatea cazurilor, au fost folosite materiale locale pe bază de argilă. Pe lângă case în perimetrul lotului deținut de proprietar sunt amplasate construcții auxiliare de uz gospodăresc. Nivelul de confort al fondului locativ este apreciat prin prezența comodităților (Tabelul 3.1). Actuala stare de lucruri s-a creat datorită lipsei de investiții în acest domeniu, cheltuielile fiind acoperite numai la compartimentul întreținerea rețelelor.
În ultimii 8 ani numărul total de case a rămas neschimbată, deoarece nu a fost construită nici o casă nouă. În localitate nu există rețea de aprovizionare cu gaz, apă și nici o casă nu este conectată la rețeaua de canalizate. Totodată este în scădere numărul caselor locuite care nu sunt conectate la rețeaua de energie electrica. Dacă în anul 2000 erau 26 case deconectate de la rețeaua de aprovizionare cu energie electrică, ce constituia 6% din numărul total de case capitale, atunci în anul 2008 sunt 52 case deconectate de la rețeaua de aprovizionare cu energie electrică ce constituie 13% din numărul total de case capitale.
Rețelele de telefonie sunt deservite de stația automată de telefoane cu capacitatea de 230 numere a S.A. „Moldtelecom”. Numărul de abonați a crescut de la 5 abonați în anul 2000, la 227 în anul 2008, ce reprezintă o densitatea a numerelor telefonice de 21,9 de numere la 100 de locuitori, fiind mai mare decât numărul mediu de linii telefonice alocate pe țară (21 de numere la 100 de locuitori).Starea tehnica a rețelelor însă nu permite conectare rapidă la Internet si acest fapt constituie o piedică pentru locuitori de a avea acces la informații operative. 
Telefonia mobilă este reprezentată de rețelele Orange, Moldcell și Unite. 
Oficiul poștal din localitate prestează servicii de livrare a corespondenței și distribuire a pensiilor. În activitatea menționată sunt implicați 3 angajați. 
Recepționare posturilor TV din Republica Moldova este anevoioasă deoarece satul este amplasat in zona cu recepție instabilă a undelor radio și TV.

### Apă și canalizare
În prezent aprovizionarea cu apă potabilă a locuitorilor și instituțiilor publice se efectuează din 150 de fântâni mină, dintre care doar 128 sunt cu apă potabilă. 
Fântânile arteziene, care au existat în localitate pentru necesitățile fermelor de animale, în prezent sunt deteriorate și starea tehnică nu a fost evaluată. Turnul de apă de la una din fântânile arteziene a fost montat în raza satului pentru a aproviziona un sector locativ. Apa în turnul de apă se pompa din fântânile mină. Din cauza insuficienței debitului de apă și a defectelor utilajului de pompare rețeaua în prezent nu funcționează. 
Instituțiile publice sunt aprovizionate cu apă din fântânile mină, deoarece rețelele de aprovizionare cu apă sunt uzate și nu au sursă de aprovizionare.
Rețeaua de canalizare a fost construită în 1992 pentru deservirea școlii din localitate, dar nu a funcționat nici odată. În rezultat stația de epurare este deteriorată, iar rețeaua de canalizare este nefuncțională.

### Electricitatea
Proprietar al rețelelor electrice este întreprinderea de stat „RED Nord”. Utilajul rețelelor de distribuție este învechit si necesita reutilare. Lungimea totala a liniilor de distribuție este de 17 km. La rețelele electrice sunt conectați 339 consumatori, iluminarea de noapte nu este asigurată, de aceia există necesitatea de a monta utilajul de iluminat.

### Sistem de încălzire
Instituțiile publice sunt dotate cu sisteme de încălzire autonome, care utilizează combustibil solid. Gimnaziul este dotat cu un sistem de încălzire centralizat care a fost reconstruit în anul 2005, prin reamplasarea centralei termice în subsolul edificiului. Anterior centrala termică era amplasată la o distanță de 50 m de edificiului, ce era un factor a pierderilor de energie. Pentru anul 2009 sunt planificate 90 mii lei din bugetul local de nivelul I pentru proiectarea centralei termice, care va utiliza în calitate de combustibil gazul natural. Primăria, grădinița, punctul medical se încălzesc cu sobe.
Sectorul individual este de asemenea dotat cu sisteme de încălzire prevăzute pentru utilizarea combustibilului solid.

### Activitatea de salubrizare
Salubrizarea localității se efectuează în perioada de primăvara-toamna, când din sursele bugetului local se angajează transport. Pentru evacuarea gunoiului nu există o gunoiște autorizată de Consiliul local. Este necesar de efectuat activități de amenajare a unei gunoiști.

### Drumuri și transport public
Infrastructura rutieră are un grad scăzut de dezvoltare și este determinat amplasarea periferică a localității față de drumurilor naționale si centrul raional. Din totalul de drumuri locale doar 4 km sunt cu acoperire rigidă și doar 0,5 km cu acoperire de asfalt. În anul 2008 au fost construite 3,5 km de drum de pietriș cu suportul programului PNUD. 
Pentru deplasare în alte localități este organizată ruta Salcia–Șoldănești și Japca-Chișinău deservite de întreprinderea de transport „Șoldănești”, care circulă numai de 4 ori pe săptămână.

### Instituții bancare
În sat există filiala “Banca de economii”, care prestează toată gama de servicii bancare. Instituția este amplasată în acelaș edificiu cu unitatea „Poșta Moldovei”.

## Resurse naturale
Suprafața totală a terenurilor în satul Salcia constituie 744.62 ha. Pe parcursul ultimilor trei ani structura terenurilor nu s-a modificat. În structura terenurilor, ponderea terenurilor cu destinație agricolă este de 70%, după care urmează intravilanul localității cu o pondere de 14%, pășunile ocupă 11% din terenuri, livezile 5%, terenurile sub ape nu depășesc 1%. Terenuri pentru irigate nu sunt amenajate.
Calitatea solurilor este apreciată prin bonitatea lor. Bonitatea este estimarea comparativă a fertilității solurilor în funcție de proprietățile lor obiective, posibilitățile de obținere a recoltelor de culturi agricole. În baza comparabilității diferitelor tipuri și subtipuri de soluri cu etalonul (cel mai fertil sol - cernoziomul tipic luto-argilos), precum și ca rezultat al experimentărilor și observațiilor, a fost elaborată scara de bonitare a tuturor solurilor Moldovei. Deosebirile dintre soluri sunt exprimate în unități relative - puncte, care sunt calculate în baza proprietăților concrete ale solurilor și prin nota de bonitate se află interdependența cu recolta principalelor culturi agricole. Cea mai înaltă notă de bonitate este egală cu 100 puncte.
Nota de bonitate de bază a nivelului de fertilitate a tipurilor și subtipurilor genetice de sol se corectează folosind coeficienții de corecție, care, în principiu, reflectă gradul de degradare a solului, micșorând nota lui inițială de bonitate. Bonitatea terenurilor arabile este de 87, grad/ha, bonitatea pășunilor nu depășește 57 grad/ha, deoarece sunt amplasate pe pante supuse eroziunii.
După modul de gospodărire majoritatea terenurilor agricole sunt proprietate privată în proporție de 93,9% ca rezultat al procesului de privatizare. În proprietate publică se află 96,24 ha de pășuni ce constituie 6,1% din totalul de terenuri agricole.

## Instituții de cultură
Casa de cultură reprezintă o clădire cu două nivele, care a fost dată în exploataree în anul 1987. La primul nivel este amplasată sala de dansuri, sala pentru cercul „Mâini dibace”, biroul personalului administrativ. Toate încăperile necesită reparație curentă și în special schimbarea ferestrelor. Sala mare de festivități este pentru un număr de 309 persoane, dar nu există un sistem de încălzire și iluminare a sălii, care să corespundă normelor sanitare. La nivelul II este amplasată biblioteca și sala de ceremonii, unde are loc înregistrarea căsătoriilor.
Cercul „Mâini dibace” propune copiilor activități de cusătorie, broderie și elemente de artizanat. Cercul nu dispune de utilaj, care ar da posibilitate de diversificat activitățile și de a implica un cerc cât mai mare de copii. 
În cadrul Casei de Cultură activează două cercuri de dans : cercul de dans modern „Speranța” și cercul de dans popular „Opincuța”. De asemenea activează colectivul folcloric „Sălcioara”, care are 13 membri, dar din motivul lipsei costumelor naționale a fost ratată posibilitatea de atestare ca colectiv „model”. Este constituit și un ansamblu de muzică ușoară, care de asemenea duce lipsă de instrumente muzicale. Pentru odihna tinerilor se organizează discotecă în zilele de sâmbătă și duminică.
Personalul casei de cultură este alcătuit din 4 angajați: directorul instituției, conducătorul artistic, acompaniatorul, lucrătorul tehnic. Problema prioritară a instituției este lipsa sistemului de încălzire, care nu permite utilizarea încăperilor pe timp de iarnă pentru activități curente.
Biblioteca publică se află în clădirea casei de cultură la etajul doi. Încăperea nu se încălzește mai mult de 15 ani și este dificil de activat în perioada rece a anului. Ramele ferestrelor sunt uzate cu geamurile într-un singur rând de sticlă. Biblioteca dispune de două săli – de păstrare a fondului de carte de 6703 exemplare și sala de lectură. Biblioteca deservește cetățenii maturi și copiii. Inventarul în bibliotecă este vechi, în sala de lectură sunt insuficiente mesele și scaunele, vitrinele și rafturile pentru cărți. Fondul de carte este alcătuit din literatură în grafie chirilică, în limba rusă și cărți în grafia latină (1900 exemplare). O problemă a bibliotecii este completarea fondului de carte cu literatură cu grafie latină , în special pentru copii . Biblioteca are nevoie de enciclopedii, dicționare, îndreptare cu grafia latină, literatură artistică, literatură în domeniul istoriei, medicinii și alte domenii. În anul 2008 biblioteca s-a completat cu 175 exemplare de cărți pentru copii și pentru maturi, datorită resurselor planificate în bugetul local.